# Diminuendo

Znak decrescenda

Diminuendo (wł. zmniejszać; także decrescendo) – stopniowe ściszanie dźwięków, osłabianie natężenia dynamiki w utworze muzycznym.
W notacji muzycznej diminuendo przedstawiane jest jako symbol graficzny (podobny do odpowiednio "wydłużonego" znaku większości używanego w matematyce – >) lub w postaci skrótu (dim., decresc. lub decr.). Przeciwieństwem diminuenda jest crescendo. Znaku diminuenda nie należy mylić z bardzo podobnie wyglądającym znakiem akcentu dynamicznego, który obejmuje tylko pojedyncze nuty.

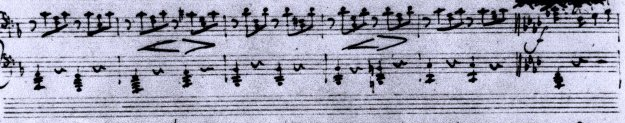
Znaki crescendo i diminuendo w oryginalnym zapisie Fantazji f-moll na cztery ręce na fortepian Franza Schuberta